# Корнеліс Деккер
Корнеліс Деккер (нід. Cornelis "Cees" Dekker, нар. 7 квітня 1959, Гарен (Гронінген), Нідерланди) — нідерландський учений-фізик. Фахівець з нанотехнології, нанобіології та молекулярної біофізики. Професор Делфтського технічного університету.

## Нагороди та визнання
- 2001:Премія «Єврофізика»
- 2002:Премія Юліуса Шпрингера з прикладної фізики[de]
- 2003:член Нідерландської королівської академії наук[11].
- 2003:Премія Спінози
- 2004:член Інституту фізики
- 2005:Ерстедовські лекції
- 2006:член Американського фізичного товариства
- 2015:премія за досягнення від Королівської академії наук Голландії [12].
- 2017:Clarivate Citation Laureates